# 小行星5368
小行星5368（英語：5368 Vitagliano）是一颗围绕太阳公转的小行星。1984年9月21日，亨利·德波鸿诺在拉西拉天文台发现了此天体。
在瓊·米斯的建議下，該小行星以意大利學者奥尔多·维塔格利阿诺（Aldo Vitagliano）命名。维塔格利阿诺著有其太陽系數值積分軟件 SOLEX。
这颗小行星的绝对星等为11.22等。